# Prix Rodolphe-Töpffer
Les prix Rodolphe-Töpffer de la bande dessinée, anciennement prix de la ville de Genève pour la bande dessinée, sont des prix de bande dessinée remis annuellement depuis 1997 en décembre par la ville de Genève.
Le prix Töpffer Genève, doté de 10 000 CHF, distingue un album réalisé par un auteur vivant à Genève et publié dans l'année précédent la remise du prix. 
Le prix Töpffer international, également doté de 10 000 CHF, récompense une bande dessinée en français réalisée par un non-Genevois. À partir de 2018, ce prix est remplacé par le grand prix Töpffer, récompensant un auteur francophone pour l'ensemble de son œuvre.
Le prix Töpffer pour la jeune bande dessinée, doté de 5 000 CHF, distingue quant à lui depuis 2010 un projet inédit d'un auteur entre 15 et 30 ans.

## Prix Töpffer International
Le prix international de la ville de Genève pour la bande dessinée est remis à partir de 1997 à un auteur francophone non-Genèvois pour un album de bande dessinée paru dans l'année précédent le festival. Doté de 10 000 CHF, il débouche sur l'organisation d'une exposition conjointe avec le lauréat du prix genevois. Renommé prix Töpffer international en 2015, ce prix est remplacé après 2017 par un prix récompensant un auteur francophone pour l'ensemble de sa carrière.
- 1997 : Loustal, Kid Congo.
- 1998 : Enki Bilal, Le Sommeil du Monstre.
- 1999 : Pascal Rabaté, Ibicus – livre 2.
- 2000 : David B. et Christophe Blain, Les Ogres.
- 2001 : Joann Sfar, Le Minuscule Mousquetaire – tome 1 : L'Académie des Beaux-Arts.
- 2002 : Blutch, Vitesse moderne.
- 2003 : David B., L'Ascension du Haut Mal – tome 6.
- 2004 : Jean-Claude Götting, La Malle Sanderson.
- 2005 : Pierre Wazem, Les Scorpions du désert – Le Chemin de fièvre.
- 2006 : Manu Larcenet, Le Combat ordinaire – Tome 3 : Ce qui est précieux.
- 2007 : Dominique Goblet, Faire semblant c’est mentir.
- 2008 : Bastien Vivès, Le Goût du chlore.
- 2009 : Manuele Fior, Mademoiselle Else.
- 2010 : Gabrielle Piquet, Les Enfants de l'envie.
- 2011 : Christian Cailleaux, Les Longues Traversées[3].
- 2012 : David Prudhomme, La Traversée du Louvre.
- 2013 : Marc-Antoine Mathieu, Julius Corentin Acquefacques, tome 6 : Le Décalage, Delcourt
- 2014 : David Vandermeulen pour Des choses à venir, Fritz Haber vol. 4, Delcourt.
- 2015 : Patrice Killoffer pour Killoffer tel qu’en lui-même, L'Association.
- 2016 : Catherine Meurisse pour La Légèreté, Dargaud.
- 2017 : Hugues Micol pour Scalp, la funèbre chevauchée de John Glanton et de ses compagnons de carnage

## Grand prix Töpffer
Le grand prix Töpffer récompense un auteur pour l'ensemble de son œuvre. Il prend la suite du prix Töpffer international.
- 2018 : Jean-Christophe Menu
- 2019 : Nikita Mandryka
- 2020 : Dominique Goblet[4]
- 2021 : Catherine Meurisse
- 2022 : Posy Simmonds[5]
- 2023 : Rutu Modan[6]
- 2024 : Winshluss[7]

## Prix Töpffer Genève
Le prix Rodolphe-Töpffer est d'abord un prix d'encouragement remis à un auteur résidant résidant depuis plus de deux ans à Genève, et qui ne pouvait être reçu qu'une seule fois.
À partir de 2010, ce prix récompense un album réalisé par un auteur genevois et paru dans l'année précédent la remise du prix. Il est doté de 10 000 CHF. En 2015, le prix est renommé prix Töpffer Genève.
| Année | Titre                                                           | Auteur                                   | Éditeur                 |
| ----- | --------------------------------------------------------------- | ---------------------------------------- | ----------------------- |
| 1997  | L'Émissaire                                                     | Tom Tirabosco (1)                        | Atrabile                |
| 1998  | Bretagne                                                        | Pierre Wazem                             | Les Humanoïdes associés |
| 1999  | La Valise                                                       | Nadia Raviscioni                         | Atrabile                |
| 2000  | Frankenstein encore et toujours                                 | Alex Baladi (1)                          | Atrabile                |
| 2001  | Pilules bleues                                                  | Frederik Peeters (1)                     | Atrabile                |
| 2002  | Bagarre                                                         | Helge Reumann (1)                        | Éditions du Rouergue    |
| 2003  | Les Sardines sont cuites                                        | Guillaume Long                           | Vertige Graphic         |
| 2005  | The Beauty & New Fashion Hal                                    | Macchia                                  | Hécatombe               |
| 2007  | L’Éléphant                                                      | Isabelle Pralong (1)                     | Vertige Graphic         |
| 2008  | Achab, t. 2 : Premières Campagnes                               | Patrick Mallet                           | Glénat                  |
| 2009  | Ashrel, t. 1 : Dragon                                           | Valp                                     | Delcourt                |
| 2010  | Château de sable                                                | Frederik Peeters (2)                     | Atrabile                |
| 2011  | Oui, mais il ne bat que pour vous                               | Isabelle Pralong (2)                     | L'Association           |
| 2012  | La Fille de l’eau                                               | Sacha Goerg                              | Dargaud                 |
| 2013  | Kongo : Le ténébreux voyage de Józef Teodor Konrad Korzeniowski | Tom Tirabosco (2) (d)                    | Futuropolis             |
| 2013  | Kongo : Le ténébreux voyage de Józef Teodor Konrad Korzeniowski | Christian Perrissin (s)                  | Futuropolis             |
| 2014  | Sexy Guns                                                       | Helge Reumann (2)                        | United Dead Artists     |
| 2015  | Autoportrait (13.11.2013 – 14.11.2014)''                        | Alex Baladi (2)                          | Atrabile                |
| 2016  | Plus ou moins... l'hiver                                        | Peggy Adam                               | Atrabile                |
| 2017  | Les Têtards                                                     | Pascal Matthey                           | L'Employé du Moi        |
| 2018  | Décris-ravage, t. 2 : Décrire l'empire ottoman autour de 1830   | Alex Baladi (3)                          | Atrabile                |
| 2019  | SUV                                                             | Helge Reumann (3)                        | Atrabile                |
| 2020  | Sur la road                                                     | Pierre Schilling                         | Collection RVB          |
| 2021  | Polly                                                           | Fabrice Melquiot et Isabelle Pralong (3) | La Joie de lire         |
| 2022  | Bande Originale                                                 | Sarah André                              | Ripopée                 |
| 2023  | Naturellement                                                   | Yannis La Macchia                        | Atrabile                |

## Palmarès du prix pour la jeune bande dessinée
À partir de 2010, le canton de Genève dote de 3 000 francs une bande dessinée par un jeune auteur genevois ou ayant étudié dans une école genevoise et décerne cette récompense en même temps que les prix Rodolphe-Töpffer. Les candidats sélectionnés n'ont jamais publié d'album auparavant.
- 2010 : Pierre Schilling, Pain d'épices
- 2011 : Tatiana Nazarova, Carpe Diem[3]
- 2012 : Martin Panchaud, La couleur des choses
- 2013 : Andrea Bonnet, Marcovaldo
- 2014 : Barbara Meuli, Cligne-musette
- 2015 : Maurane Mazars, Acouphènes
- 2016 : Camille Vallotton, Speculum mortis
- 2017 : Sam Fagnart, Modern Days : Livre 1
- 2018 : Hugo Baud, Swimming with sharks
- 2019 : Jeff Délez, Quelques Bribes éparpillées par-ci, par-là
- 2020 : Melchior Best, Au creux de la paume[4]
- 2021 : Cassandre Tornay, Boa
- 2022 : Diana Vlasa, Des fleurs, des filles ou des garçons[8]
- 2023 : Guillaume Enzo, Les cailloux, ça pousse dans le sol[10]